# Иванов, Анатолий Васильевич (депутат)
Анато́лий Васи́льевич Иванов (1875—1953) — рязанский земский деятель, член IV Государственной думы от Рязанской губернии.

## Биография
Православный. Сын купца, личный почетный гражданин. Землевладелец Зарайского уезда (более 550 десятин).
Высшее образование получил в Московском сельскохозяйственном институте, который окончил в 1899 году со званием ученого агронома 1-й степени. В 1903 году, купив имение Струпна в Зарайском уезде, посвятил себя сельскому хозяйству и общественной деятельности. Избирался гласным уездного и губернского земских собраний. В 1904—1907 годах был членом Зарайской уездной земской управы. В 1909 году был снова избран в члены управы и, как заступающий место председателя управы А. А. Селиванова, дослужил до очередных выборов 1910 года, когда отказался от должности члена управы, находя работу в качестве гласного более интересной. В 1910 году на собственные средства основал сельскохозяйственный музей, преобразованный в краеведческий музей в 1918 году.
Кроме того, состоял почетным мировым судьей по Зарайскому уезду, председателем ревизионной комиссии и экономического совета уездного земства, членом уездного училищного совета и уездного отделения епархиального училищного совета, председателем Зарайского общества сельского хозяйства и редактором печатного органа этого общества, председателем уездного отделения Общества пособия учащимся в народных школах, а также членом попечительного совета Зарайской женской гимназии. Основал ремесленное училище для детей-сирот.
В 1912 году состоял выборщиком в Государственную думу по Зарайскому уезду от 2-го съезда городских избирателей. 25 июня 1913 года на дополнительных выборах от 2-го съезда городских избирателей Рязанской губернии был избран на место умершего Н. В. Растова. Входил в группу независимых, затем — в группу «Союза 17 октября» и Прогрессивный блок. Состоял членом комиссий: по переселенческому делу, по городским делам и сельскохозяйственной.
В годы Первой мировой войны состоял уполномоченным Министерства земледелия. После Февральской революции выполнял поручения Временного комитета Государственной думы. Был командирован в Рязанскую губернию, где выступал с докладами о революционных событиях в Петрограде. С 30 марта 1917 года состоял комиссаром ВКГД и Временного правительства в Быхове и в районе расположения армий Западного фронта.
После Октябрьской революции добровольно передал свое имение крестьянам. По предложению Зарайского уездного исполкома совета депутатов был назначен главным агрономом Зарайского уезда. Вел курс сельского хозяйства в Зарайском педагогическом училище. Опубликовал работы «Естественно-исторический очерк Зарайского уезда» (Зарайск, 1927) и «Больше-Коровинская волость Зарайского уезда Рязанской губернии» (Зарайск, 1928). Подвергался репрессиям.
Скончался в 1953 году. Похоронен в селе Ромашково. Был женат, имел двух дочерей.